# Daniel J. Bernstein
Daniel Julius Bernstein (D.J. Bernstein eller bare djb, født 29. oktober 1971) er en amerikansk matematiker, kryptolog, programmør og forsker. D.J. Bernstein er ansat som professor i datalogi ved University of Illinois i Chicago. Han er forfatter til en mængde open source-software hvoraf de mest populære er qmail og djbdns. Han er desuden kendt for sin indflydelse på udviklingen af moderne kryptografi.

## Bernstein mod USA
Bernstein førte en retssag mod USA under titlen Bernstein v. United States. Her fik han medhold i at software i USA skal beskyttes under ytringsfrihed ved den første forfatningsændring, samtidigt med at nationale begrænsninger blev hævet, så man i USA godt må eksportere krypteringssoftware.
Bernstein blev oprindeligt repræsenteret i retten af Electronic Frontier Foundation (EFF), men begyndte efterfølgende at repræsentere sig selv på trods af at han ikke har nogen baggrund i jura.

## Softwaresikkerhed
Bernsteins filosofi om softwaresikkerhed er at placere programmer i såkaldte ekstreme sandkasser hvorfra de ikke kan andet end at konvertere input til output. I tilfælde hvor man svært kan afgrænse
programmer fra at have privilegier, fx til styring af servere på internettet, bør programmer skrives sikkert.
Som konsekvens har Bernstein udlovet en pengepræmie, først på $500 og dernæst på $1.000, til hvem end som kan finde sikkerhedsfejl i softwaren qmail og djbdns.
Dette er sket en enkelt gang selvom de to programmer har eksisteret siden hhv. 1995 og 2001. Til sammenligning har programmerne som de erstatter, hhv. Sendmail og BIND, haft hundredvis af sikkerhedsfejl igennem tiden.
Bernstein underviste i 2004 på et kursus om computersikkerhed med titlen UNIX security holes. I løbet af kurset fandt hans 16 kursusdeltagere 91 nye sikkerhedshuller i UNIX-lignende styresystemer. Bernstein valgte som
tilhænger af princippet om fuld offentliggørelse at annoncere 44 af dem sammen med eksempelkode på hvordan hullerne kunne misbruges.

## Matematik og kryptografi
Bernstein har udgivet en række videnskabelige artikler inden for matematik og beregninger (datalogi). Mange af hans artikler handler om algoritmer eller hvordan man skal implementere dem effektivt, men de dækker også over
talteori, matematisk analyse, kryptologisk analyse af computerhardware, elliptisk kurve-kryptografi,
Bernstein har blandt andet lavet Salsa20, som er et krypteringschiffer til at kryptere strømme af data. Han har også lavet hash-funktionen CubeHash og komprimeringsfunktionen Rumba20, som bygger på Salsa20-krypteringssystemet.
Bernstein har udgivet et softwarebibliotek, DJBFFT, til effektiv beregning af de såkaldte hurtige Fourier-transformationer (eng. FFT). Han har også udgivet et program, primegen, som effektivt
primtalsfaktoriserer ved hjælp af Atkins primtalsalgoritme.
I 2012 udgav Bernstein krypteringsbiblioteket Network and Cryptography library (NaCl), som for sjov udtales "salt" (da den kemiske betegnelse for bordsalt er Natrium-Clorid). NaCl er ment som en erstatning til
det meget populære krypteringsbibliotek OpenSSL. Det er designet primært ud fra at lette brugeren af biblioteket fra at skulle træffe beslutninger om hvilke krypteringsalgoritmer man bør bruge i en givet sammenhæng. Det minimerer derved mængden af ting der kan kompromittere sikkerheden.
Læs evt. om softwarebiblioteker.

## Internetprotokoller
Se artikel: Internetprotokol.
Bernstein foreslog protokollen Internet Mail 2000 som alternativ til de protokoller som benyttes til email i dag: Simple Mail Transfer Protocol (SMTP), Post Office Protocol (POP3) og Internet Message
Access Protocol (IMAP). Den primære forskel i Bernsteins protokol er at afsenderen har ansvaret for at opbevare emails i stedet for modtageren, lidt ligesom hvordan hjemmesider opbevares hos udbyderen af hjemmesiden. Et af formålene med denne protokol var at reducere mængden af spam.
I et forsøg på at sikre domænenavnesystemet (DNS) foreslog Bernstein i august 2008 et alternativ til de sikkerhedsmekanismer, som går under navnet DNSSEC. Bernsteins DNSCurve bestod i at bruge elliptisk kurve-kryptografi i stedet for den mere gængse RSA public key-kryptografi, da det ville spare en masse beregningsressourcer.